# Смит, Шай
Шайюн М. Смит (англ. Shiyun M. Smith; 26 октября 1998, Юнион, Южная Каролина) — профессиональный американский футболист, принимающий клуба НФЛ «Каролина Пэнтерс». На студенческом уровне выступал за команду Южно-Каролинского университета. На драфте НФЛ 2021 года был выбран в шестом раунде.

## Биография
Шай Смит родился 26 октября 1998 года в Юнионе в Южной Каролине. Учился в старшей школе округа Юнион, в составе её футбольной команды играл на позиции принимающего. В сезоне 2015 года набрал на приёме 1337 ярдов с 17 тачдаунами, в выпускной год заработал 609 ярдов и сделал 10 тачдаунов. Выступал на матче всех звёзд школьного футбола Северной и Южной Каролины. На момент окончания школы занимал второе место в рейтинге лучших игроков штата по версиям Rivals и 247Sports, в рейтинге ESPN находился на первой позиции.

### Любительская карьера
В 2017 году Смит поступил в Южно-Каролинский университет. В дебютном для себя сезоне он сыграл в двенадцати матчах турнира NCAA, семь из них начал в стартовом составе. С 409 ярдами он стал третьим среди ресиверов команды, по среднему числу ярдов за игру Смит занял третье место в конференции SEC. В сезоне 2018 года он сыграл двенадцать матчей, набрав 673 ярда с четырьмя тачдаунами. В двух играх он набирал более ста ярдов.
В 2019 году Смит принял участие в десяти матчах, пропустив две игры из-за травмы. С 43 приёмами на 489 ярдов он стал вторым принимающим в составе, также Смит выполнял обязанности возвращающего игрока, набрав 263 ярда в 12 попытках. Перед началом турнира 2020 года его выбрали одним из капитанов команды. В девяти матчах он набрал 633 ярда и сделал четыре тачдауна. По среднему количеству приёмов и набранных за игру ярдов Смит вошёл в десятку лучших ресиверов конференции. В начале 2021 года его пригласили на матч всех звёзд выпускников колледжей и съезд скаутов клубов НФЛ.

#### Статистика выступлений в NCAA
| Сезон | Команда                | Игры | Приём | Приём | Приём | Приём | Вынос | Вынос | Вынос | Вынос |
| Сезон | Команда                | Игры | Rec   | Yds   | Y/A   | TD    | Att   | Yds   | Y/A   | TD    |
| ----- | ---------------------- | ---- | ----- | ----- | ----- | ----- | ----- | ----- | ----- | ----- |
| 2017  | Саут Каролина Геймкокс | 12   | 29    | 409   | 14,1  | 3     | 0     | 0     | 0,0   | 0     |
| 2018  | Саут Каролина Геймкокс | 12   | 45    | 673   | 15,0  | 4     | 0     | 0     | 0,0   | 0     |
| 2019  | Саут Каролина Геймкокс | 10   | 43    | 489   | 11,4  | 2     | 3     | 8     | 2,7   | 0     |
| 2020  | Саут Каролина Геймкокс | 9    | 57    | 633   | 11,1  | 4     | 6     | 6     | 1,0   | 0     |
| Всего | Всего                  | 43   | 174   | 2204  | 12,7  | 13    | 9     | 14    | 1,6   | 0     |

### Профессиональная карьера
Перед драфтом НФЛ 2021 года аналитик сайта Bleacher Report Нейт Тайс отмечал жёсткость и бойцовские качества игрока, умение вести борьбу на краю поля, несмотря на небольшой рост, прыгучесть, надёжность в момент приёма мяча, полезность в различных трюковых розыгрышах. К недостаткам Смита он относил его антропометрические данные, нехватку дистанционной скорости и прямолинейность.
Смит был задрафтован «Каролиной» в шестом раунде. В мае он подписал с клубом четырёхлетний контракт на сумму 3,65 млн долларов. В регулярном чемпионате 2021 года он сыграл за клуб в шести матчах, набрав 104 ярда. В последующее межсезонье его называли одним из претендентов на место третьего ресивера команды после Робби Андерсона и Ди Джея Мура.

#### Статистика выступлений в НФЛ

##### Регулярный чемпионат
| Сезон | Команда          | Игры | Приём | Приём | Приём | Приём | Вынос | Вынос | Вынос | Вынос |
| Сезон | Команда          | Игры | Rec   | Yds   | Y/A   | TD    | Att   | Yds   | Y/A   | TD    |
| ----- | ---------------- | ---- | ----- | ----- | ----- | ----- | ----- | ----- | ----- | ----- |
| 2021  | Каролина Пэнтерс | 6    | 6     | 104   | 17,3  | 0     | 1     | -3    | -3,0  | 0     |
| Всего | Всего            | 6    | 6     | 104   | 17,3  | 0     | 1     | -3    | -3,0  | 0     |